# Medusa M47

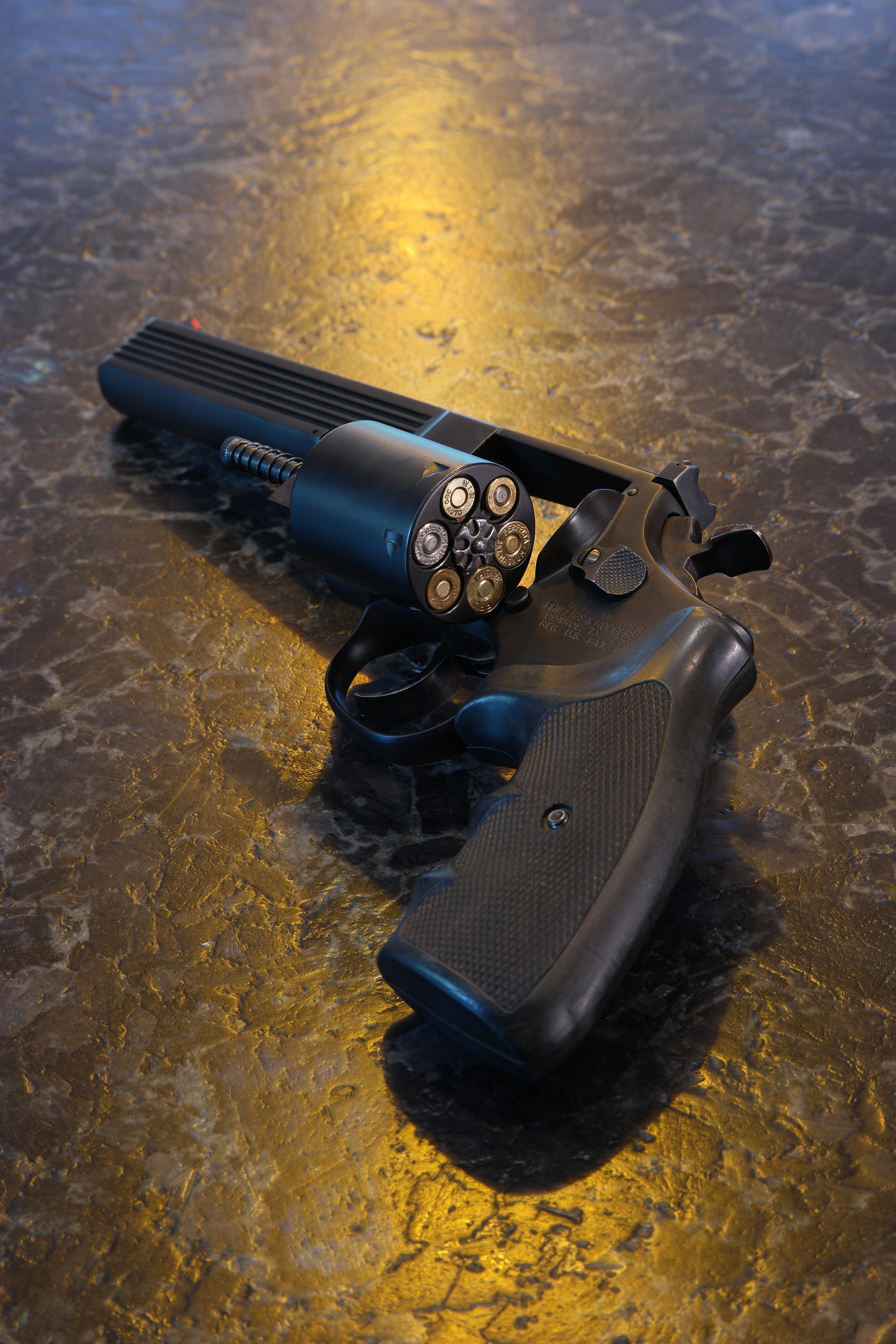
Medusa M47 cargado con 6 distintos cartuchos calibre 9mm.

El revólver Medusa M47 o Phillips & Rodgers Model 47 es un arma de fuego diseñada por Phillips y Rodgers y comercializada por Cadco firearms. Este revólver de doble acción es capaz de usar distintos tipos de cartuchos.

## Diseño
El diseño del armazón del Medusa M47 se basa en el del armazón “K” de Smith & Wesson, dicho armazón es construido con acero 8620 templado. El cañón del arma tiene 9 estrías, en lugar de 6 u 8 que son las estrías usadas comúnmente en revólveres y está construido a partir de acero al cromo-molibdeno 4150; las longitudes de cañón disponibles eran de 2.5, 3, 4, 5 y 6 pulgadas.
El tambor, diseñado por Jonathan Phillips, está hecho de acero al vanadio militar “Mil spec 4330”, la misma aleación usada en los cañones rotativos M61 Vulcan del caza F-16; entre las razones de que el arma pueda usar distintos tipos de cartuchos se encuentran la poca diferencia de diámetros tanto de bala como de vaina de varios cartuchos de la gama .38/.380/9 mm/.357 (excepto el .357 SIG, cuya vaina es de un cartucho .40 S&W abotellado). Otra razón de la polivalencia del revólver es un peine en su tambor que se ajusta automáticamente a las distintas pestañas de los cartuchos, esta es la razón por la que se pueden usar tanto cartuchos de pistola como de revólver al mismo tiempo.
El percutor fue patentado por Roger Hunziker, diseñado para que a pesar del peine en el tambor, el percutor asegure un golpe firme en la cápsula fulminante del cartucho, dicho diseño se debe a que el percutor está asegurado a un buje guía que le impide ir demasiado al frente, esto para asegurar un amartillamiento más fiable, sobre todo si se disparan distintos tipos de cartuchos.
El Medusa M47 presenta los mismos mecanismos internos de seguridad de los revólveres de doble acción de Smith & Wesson, para prevenir un disparo accidental, después de que el arma es disparada el percutor vuelve a la posición de descanso, es decir, no vuelve hacia delante hasta que el arma no vuelve a estar completamente cargada.
Las cachas son de goma y tienen un acabado azul oscuro; el arma tiene un acabado azul mate.

## Munición
- 9 x 17 Corto
- .380 Revolver
- 9 x 18 Ultra
- 9 x 18 Makarov
- 9 mm Browning Patronen (long)
- 9 mm Glisenti
- 9 mm Largo
- 9 mm IMI
- 9 mm Mauser
- 9 x 19 Parabellum
- 9 mm Rimmed
- 9 x 23 Steyr
- 9 mm Win Mag
- 9 mm Police
- 9 x 23 Winchester
- 9 mm Federal
- 9 x 22 R Japonés
- .38 ACP
- .38 Super
- .38 Long Colt
- .38 Short Colt
- .38 S & W
- .38 Special
- .356 TS&W
- .357 Magnum

## Rareza
A pesar de su versatilidad y de contar con todas estas interesantes características, la difusión del Medusa M47 ha sido realmente escasa. Su bajo índice de ventas propició que Cadco abandonara su comercialización en 2003, por lo que hoy en día resulta muy difícil encontrar uno de estos revólveres. Además, otro de los inconvenientes que más se han achacado al M47 es que no disponga de un tambor con capacidad para ocho cartuchos y que esté limitado exclusivamente a seis.